# Dylan Larkin
Dylan Larkin (Waterford, 30 luglio 1996) è un hockeista su ghiaccio statunitense.

## Palmarès

### Mondiali
- 2 medaglie:
  - 2 bronzi (Repubblica Ceca 2015; Danimarca 2018)